# Шасянь
Шася́нь (кит. упр. 沙县, пиньинь Shā xiàn) — уезд городского округа Саньмин провинции Фуцзянь (КНР).

## История
Во времена империи Цзинь в 405 году из уезда Яньпин был выделен уезд Шацунь (沙村县). Во времена империи Суй он был в 596 году расформирован. Во времена империи Тан уезд Шацунь был в 621 году образован вновь, а затем был переименован в Шасянь.
После вхождения этих мест в состав КНР был образован Специальный район Наньпин (南平专区), и уезд вошёл в его состав. В июле 1970 года уезд перешёл в состав Специального района Саньмин (三明专区). В декабре 1970 года Специальный район Саньмин был переименован в Округ Саньмин (三明地区).
Постановлением Госсовета КНР от апреля 1983 года округ Саньмин был преобразован в городской округ.

## Административное деление
Уезд делится на 2 уличных комитета, 6 посёлков и 4 волости.